# Kwok Ho Ting
En aquest nom xinès, el cognom és Kwok.
Kwok Ho Ting (8 de febrer de 1991) és un ciclista de Hong Kong, que combina tant en el ciclisme en pista com la carretera. El 2011 es va proclamar Campió del món de Scratch.

## Palmarès en pista
- 2008
  - Campió d'Àsia en Madison (amb Wong Kam-po)
- 2009
  - Campió d'Àsia en Òmnium
  - Campió d'Àsia en Madison (amb Wong Kam-po)
- 2011
  -  Campió del món en Scratch
  - Campió d'Àsia en Madison (amb Choi Ki Ho)
- 2013
  - Campió d'Àsia en Madison (amb Choi Ki Ho)

### Resultats a laCopa del Món en pista
- 2008-2009
  - 1r a Melbourne, en Scratch
- 2009-2010
  - 1r a Pequín, en Madison

## Palmarès en ruta
- 2009
  - Vencedor d'una etapa al Tour de Corea
- 2012
  - Campió de Hong Kong en contrarellotge